# Thuê lại
Thuê lại (tiếng Anh: Leaseback), viết tắt của "bán và thuê lại", là một giao dịch tài chính mà trong đó một người bán một tài sản và thuê lại dài hạn; do đó, người ta tiếp tục có thể sử dụng tài sản nhưng không còn sở hữu nó nữa. Giao dịch thường được thực hiện cho tài sản cố định, đặc biệt là bất động sản, cũng như đối với hàng hóa lâu bền và vốn như máy bay và tàu hỏa. Khái niệm này cũng có thể được áp dụng bởi chính phủ quốc gia đối với tài sản lãnh thổ; trước Chiến tranh Falklands, chính phủ Vương quốc Anh đã đề xuất một thỏa thuận thuê lại, theo đó Quần đảo Falklands sẽ được chuyển đến Argentina, với thời hạn thuê lại 99 năm, và một thỏa thuận tương tự, cũng trong 99 năm, đã được đưa ra trước khi bàn giao Hong Kong cho Trung Quốc đại lục. Các thỏa thuận thuê lại thường được sử dụng vì chúng trao lợi ích tài chính, kế toán hoặc thuế.

## Thỏa thuận thuê lại
Sau khi mua một tài sản, chủ sở hữu nhập một thỏa thuận dài hạn mà tài sản được cho thuê lại cho người bán với mức giá đã thỏa thuận. Một lý do cho việc thuê lại là chuyển quyền sở hữu cho một công ty mẹ trong khi vẫn theo dõi đúng giá trị và khả năng sinh lời liên tục của tài sản. Một lý do khác là người bán phải huy động tiền bằng cách bán một tài sản có giá trị cho một người mua có lẽ đang quan tâm đến việc đầu tư bảo đảm dài hạn. Việc thu xếp thuê bao là phổ biến trong ngành công nghiệp REIT.

### Giải pháp khả thi đối với tài sản ngân hàng độc hại
Theo Robert Peston, cựu biên tập viên kinh doanh cho BBC, một lựa chọn được xem xét để đối phó với khủng hoảng thế chấp dưới chuẩn là việc bán và thuê lại tài sản độc hại. Peston nói "việc bán và cho thuê giữa các ngân hàng và nhà nước có hai lợi thế tối cao: không cần phải đánh giá các tài sản độc hại, và tổn thất về các tài sản hôi thối đó sẽ được các ngân hàng hấp thụ trong các khối quản lý được khoảng 10 năm."

### Bất động sản
Thỏa thuận hợp đồng thuê lại phổ biến ở Pháp, Hoa Kỳ, Vương quốc Anh và khắp Châu Úc và Châu Á, bao gồm, gần đây hơn, ở Ấn Độ.

#### Pháp
Việc cho thuê bất động sản dân cư đã được phổ biến ở Pháp trong hơn 30 năm, và có lợi thế về thuế đáng kể. Theo đề án, người mua có thể sử dụng tài sản thường từ 1 đến 8 tuần mỗi năm (với tối đa 6 tháng mỗi năm). Chính phủ Pháp khuyến khích phát triển các chương trình cho thuê lại trong các khu vực du lịch để giảm bớt tình trạng thiếu chỗ ở cho thuê. Chính phủ giảm thuế VAT địa phương (19,6%), khi tài sản được mua ngoài kế hoạch.
Đề án hoạt động bằng cách mua một tài sản toàn quyền sở hữu. Bạn trở thành chủ sở hữu hợp pháp. Sau đó, tài sản được cho thuê lại cho nhà phát triển hoặc công ty quản lý. Theo chương trình cho thuê lại, chính phủ cũng hoàn trả cho bạn thuế VAT thường được tính trên một tài sản xây dựng mới (hiện tại là 19,6%).
Chủ sở hữu sau đó được đảm bảo thu nhập cho thuê trong suốt thời gian thuê. Lợi nhuận ròng của chủ sở hữu thay đổi giữa các phát triển nhưng thường là từ 4% đến 6%. Điều này so sánh rất thuận lợi với khoản thế chấp cố định 20 năm điển hình khoảng 3,75%, và các khoản thế chấp có lãi suất biến đổi thấp hơn. Có thể nhìn thấy thuế thu nhập cho thuê có thể được sử dụng đối với các khoản thanh toán thế chấp. Các khoản cho vay từ 75% đến 85% có sẵn tùy theo hoàn cảnh. Năng suất cho thuê cũng là chỉ số liên kết hàng năm với chi phí xây dựng, có nghĩa là thu nhập cho thuê hiện đang tăng khoảng 2,5%.
Như ở Anh có các khoản phụ cấp thuế đối với các khoản thanh toán thế chấp có thể được bù trừ vào thu nhập. Hợp đồng thuê thường kéo dài từ 9 đến 11 năm, sau đó công ty quản lý có quyền chọn gia hạn hoặc tài sản có thể được bán hoặc cho thuê và được chủ sở hữu tư nhân giữ.
Người mua / chủ sở hữu cũng có thể tận hưởng thời gian sử dụng tự do trong năm, tùy theo điều khoản của hợp đồng thuê. Các điều khoản này thường cho phép từ 4 đến 6 tuần sử dụng miễn phí mỗi năm. Công ty quản lý chịu trách nhiệm bảo trì tài sản bao gồm việc bảo trì đồ đạc thường được bao gồm trong giá mua. Nhà phát triển cũng chịu trách nhiệm bảo hiểm tòa nhà và nội dung của tòa nhà. Nó cũng trả tiền cho một số thuế tài sản và tất cả các chi phí tiện ích.

#### Vương quốc Anh
Ở Vương quốc Anh, một hình thức cho thuê lại được gọi là bán và cho thuê lại là chủ đề của vụ kiện Tòa án tối cao năm 2014 đã phát hiện ra rằng nhiều thỏa thuận như vậy đã được thực hiện một cách gian lận.

#### Mỹ
"Bán / thuê lại" hoặc "bán và cho thuê" là giao dịch mà chủ sở hữu tài sản bán tài sản, thường là bất động sản, và sau đó cho thuê lại từ người mua. Theo cách này, giao dịch hoạt động như một khoản vay, với các khoản thanh toán theo hình thức thuê. Do thiếu tài chính trong thị trường hiện nay, nhiều doanh nghiệp Mỹ đang ngày càng chuyển sang bán và thuê để cung cấp vốn nhanh chóng. Ví dụ, các nhà phát triển các cộng đồng có kế hoạch tổng thể thường sẽ bán nhà mô hình cho người mua trước khi cộng đồng được bán hết, cho thuê lại từ người mua trong thời gian tới hai năm. Trong một số thỏa thuận, bên thuê hiện tại sẽ cung cấp tùy chọn mua lại tài sản vào cuối hợp đồng thuê. Thông thường, nếu chủ sở hữu ban đầu đã mua lại tài sản, nó sẽ diễn ra vào cuối năm tài chính, trong trường hợp bất kỳ bên nào được kiểm tra bởi IRS.

#### Các nước khác
Khái niệm cho thuê đã lan rộng sang các nước châu Âu khác, bao gồm Tây Ban Nha và Thụy Sĩ. Các tài sản điển hình là các studio, căn hộ và biệt thự. Họ nằm gần khu trượt tuyết, khu nghỉ mát bãi biển hoặc sân gôn.

## Bất động sản thương mại
Giao dịch bán và thuê lại thường là giao dịch bất động sản thương mại, trong đó một bên, thường là một công ty, bán tài sản bất động sản của công ty cho một bên khác, chẳng hạn như nhà đầu tư tổ chức hoặc tín thác đầu tư bất động sản (REIT). thuê lại tài sản với lãi suất thuê và thời hạn thuê được chấp nhận cho chủ đầu tư / chủ nhà mới. Thời hạn thuê và lãi suất cho thuê dựa trên chi phí tài chính của nhà đầu tư / chủ nhà mới, xếp hạng tín dụng của người thuê và tỷ suất hoàn vốn của thị trường dựa trên khoản đầu tư tiền mặt ban đầu của chủ đầu tư / chủ nhà mới.
Những lý do và lợi thế cho người bán / người thuê khá đa dạng, nhưng phổ biến nhất là:
- Giúp mở rộng tài chính cho doanh nghiệp hiện có, mua thiết bị nhà máy mới hoặc đầu tư vào các cơ hội kinh doanh mới. Việc bán lại cho phép một công ty có thể tiếp cận nhiều vốn hơn các phương thức tài chính truyền thống. Khi bất động sản được bán cho một nhà đầu tư bên ngoài, công ty nhận được 100% giá trị tài sản. Tài chính truyền thống được giới hạn ở tỷ lệ cho vay-giá trị hoặc tỷ lệ chi trả nợ.
- Giúp trả nợ và cải thiện bảng cân đối của công ty.
- Giúp giảm trách nhiệm thuế thu nhập doanh nghiệp của bên bán / bên thuê gây ra bởi sự đánh giá cao về giá trị (chỉ sử dụng đất) của tài sản bất động sản của công ty. Ngoài ra, bên bán / bên thuê là người thuê nhà có thể khấu trừ tất cả các khoản thanh toán tiền thuê nhà làm chi phí kinh doanh hợp pháp trên tờ khai thuế hàng năm của mình.
- Giúp hạn chế rủi ro liên quan đến việc sở hữu bất động sản như biến động thị trường theo chu kỳ.[9]

Những lợi thế cho một nhà đầu tư /chủ nhà là:
- Lợi tức đầu tư hợp lý theo hình thức cho thuê trong thời hạn thuê và quyền sở hữu tài sản khấu hao đã được người thuê đáng tin cậy giữ.
- Tài sản cho thuê đầy đủ, dài hạn là nguồn thu nhập được đảm bảo.
- Đối với mục đích thuế thu nhập, chủ đầu tư / chủ nhà có thể khấu trừ chi phí đầu tư vào tài sản khấu hao để cho phép thu hồi chi phí đầu tư.
- Khả năng đầu tư vào bất động sản với một người thuê nhà đã quen thuộc với tài sản.[cần dẫn nguồn]

## Hàng không
Thuê lại cũng thường được sử dụng trong ngành hàng không nói chung, với người mua sử dụng kế hoạch để cho các trường bay và các FBO khác sử dụng máy bay của họ.
Thuê lại thường được sử dụng trong hàng không thương mại để cơ bản lấy lại tiền đầu tư vào tài sản. Chẳng hạn, các hãng hàng không, bán máy bay và động cơ cho người cho thuê, ngân hàng hoặc các tổ chức tài chính khác, những người này, cho thuê lại tài sản cho họ. Các khoản khấu trừ thuế cũng có thể được hãng hàng không thực hiện vì tài sản không còn thuộc sở hữu mà được cho thuê. Do giá máy bay và động cơ cao, đặc biệt là mới, tiền mặt từ hợp đồng thuê lại này được các hãng hàng không sử dụng để cải thiện hiệu suất tài chính của họ.

## Thiết bị công nghiệp
Khái niệm thuê lại cũng đã lan rộng sang ngành công nghiệp, chủ yếu cho các thiết bị công nghiệp. Một công ty bán một số thiết bị của mình cho một bên cho thuê, chẳng hạn như một ngân hàng hoặc một tổ chức tài chính khác, và thuê thiết bị lại. Vì vậy, công ty không còn là chủ sở hữu của thiết bị nhưng vẫn sử dụng nó. Giao dịch thương mại này cho phép hai công ty có lúc xử lý ngay lập tức tiền mặt để đầu tư vào các cơ hội kinh doanh mới.